# 俞敏 (语言学家)
俞敏（1916年—1995年），字叔迟，男，汉族，天津人，中国语言学家，曾任北京师范大学教授、博士生导师。